# Nicolas-Claude Fabri de Peiresc
Nicolas-Claude Fabri de Peiresc (Belgentier, 1 de diciembre de 1580 - Aix-en-Provence, 24 de junio de 1637) fue un astrónomo, abogado y botánico francés. Estudioso y erudito de otras disciplinas, mantuvo una frecuente correspondencia con otros científicos e intelectuales de su tiempo (incluso con pintores como Rubens) y supo organizar con éxito algunas entre las primeras expediciones de investigación científica. Resulta amplio el campo de sus investigaciones, entre las que destaca su empeño por determinar la diferencia de longitud de varias localidades alrededor del Mediterráneo y en el África del Norte.

## Semblanza
Peirescius se educó en Aix-en-Provence, Aviñón y en el Instituto superior de los jesuitas en Tournon-sur-Rhône. En Tolón, por primera vez, comenzó a interesarse en la astronomía. Emprendió un viaje a Italia y Suiza y por Francia en 1599 y finalmente concluyó sus estudios legales en Montpellier (1604). Tras recibir su diploma, volvió a Aix y heredó la posición de su tío en el Parlamento de Provenza, con el título de conseiller, inmediatamente bajo el presidente del Parlamento, Guillaume du Vair. Ambos viajaron juntos a París entre 1605 y 1606 y luego en 1607 y 1615. Unido a esto se dedicó a trabajar como abogado en Aix.

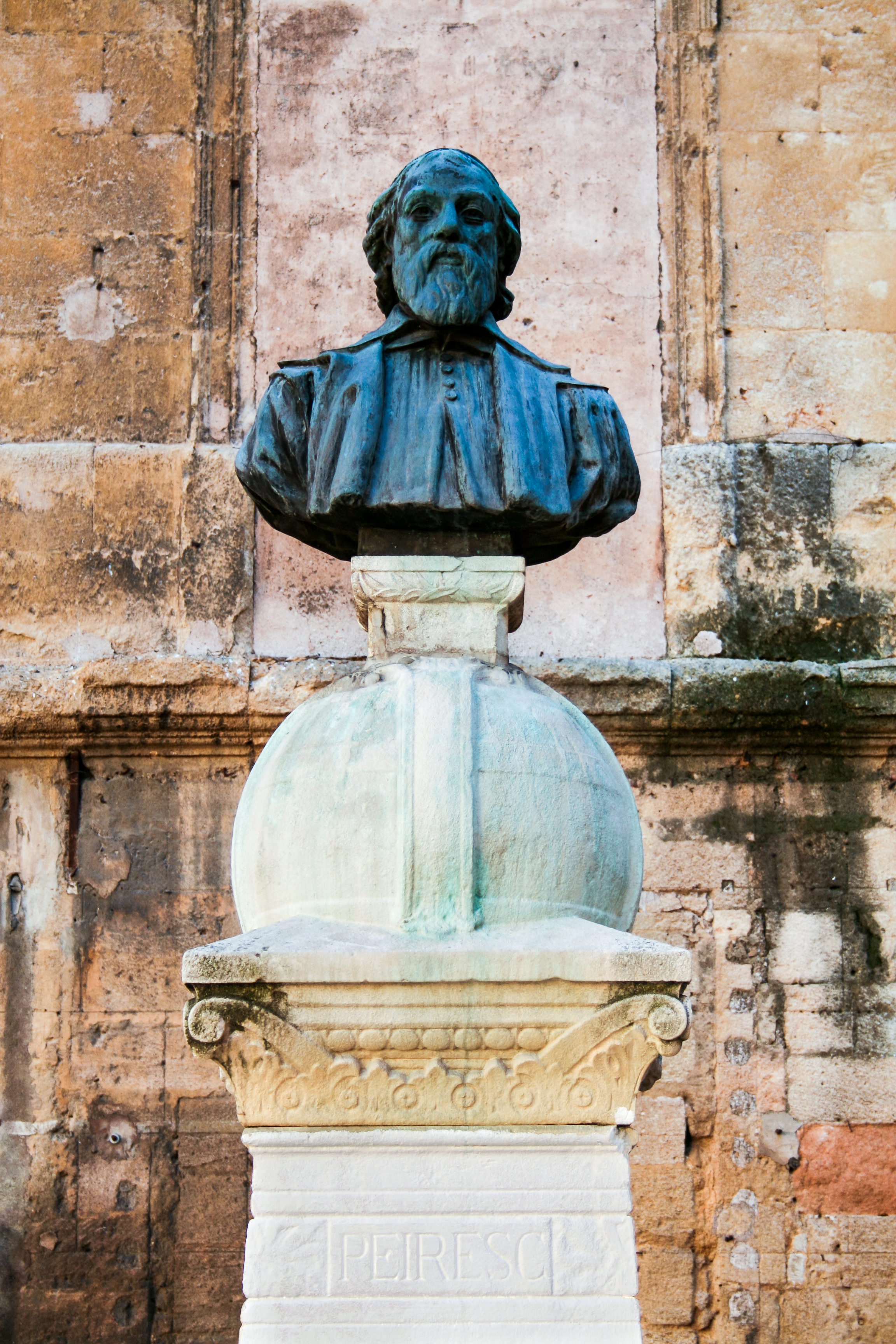
Busto de Nicolas-Claude Fabri de Peiresc en Aix-en-Provence.

En 1610, su protector, Du Vair, adquirió un telescopio, que Peiresc y Joseph Gaultier usaron para observar el cielo, incluyendo los satélites galileanos. Nicolás-Claude descubrió la Nebulosa de Orión; Gaultier fue la segunda persona que la observó con el telescopio. Este descubrimiento cayó en el olvido hasta 1916, cuando Guillaume Bigourdan anunció públicamente el hecho. Para determinar con mayor precisión las longitudes costeras mediterráneas, coordinó la observación del eclipse de Luna del día 28 de agosto de 1635 a lo largo del Mediterráneo; esto le permitió ver que la longitud de este mar era casi 1000 km menor de lo que se creía hasta el momento. Se dedicó también a la fisiología, realizando experimentos con cadáveres humanos y de gatos, a la numismática, arqueología, ecología y egiptología, entre otras actividades científicas.
Tras su segunda estancia en París, volvió a Provenza para servir como senador de la corte. Fue mecenas de ciencias y artes, estudió los fósiles y hospedó al astrónomo Gassendi desde 1634 hasta 1637.
Nicolas-Claude Peiresc murió el 24 de junio de 1637 en Aix-en-Provence. Se encontraron 17.000 antigüedades en su casa entre medallas, monedas, estatuas, etc. Tras su muerte se hizo un libro conmemorativo llamado Panglossia en que diversos intelectuales de toda Europa se lamentaban de la pérdida: los escritos estaban cada uno en su propia lengua y se reunieron finalmente cuarenta idiomas en el libro (de ahí su nombre de Panglossia). Fue editado por el card. Francesco Barberini en Roma. 
Sus cartas se conservan en la Bibliothèque Méjanes de Aix y en la Bibliothèque Inguimbertine de Carpentras.

## Obras
- Vita Peireskii
- Mémoires
- Bulletin Rubens
- Histoire abrégée de Provence

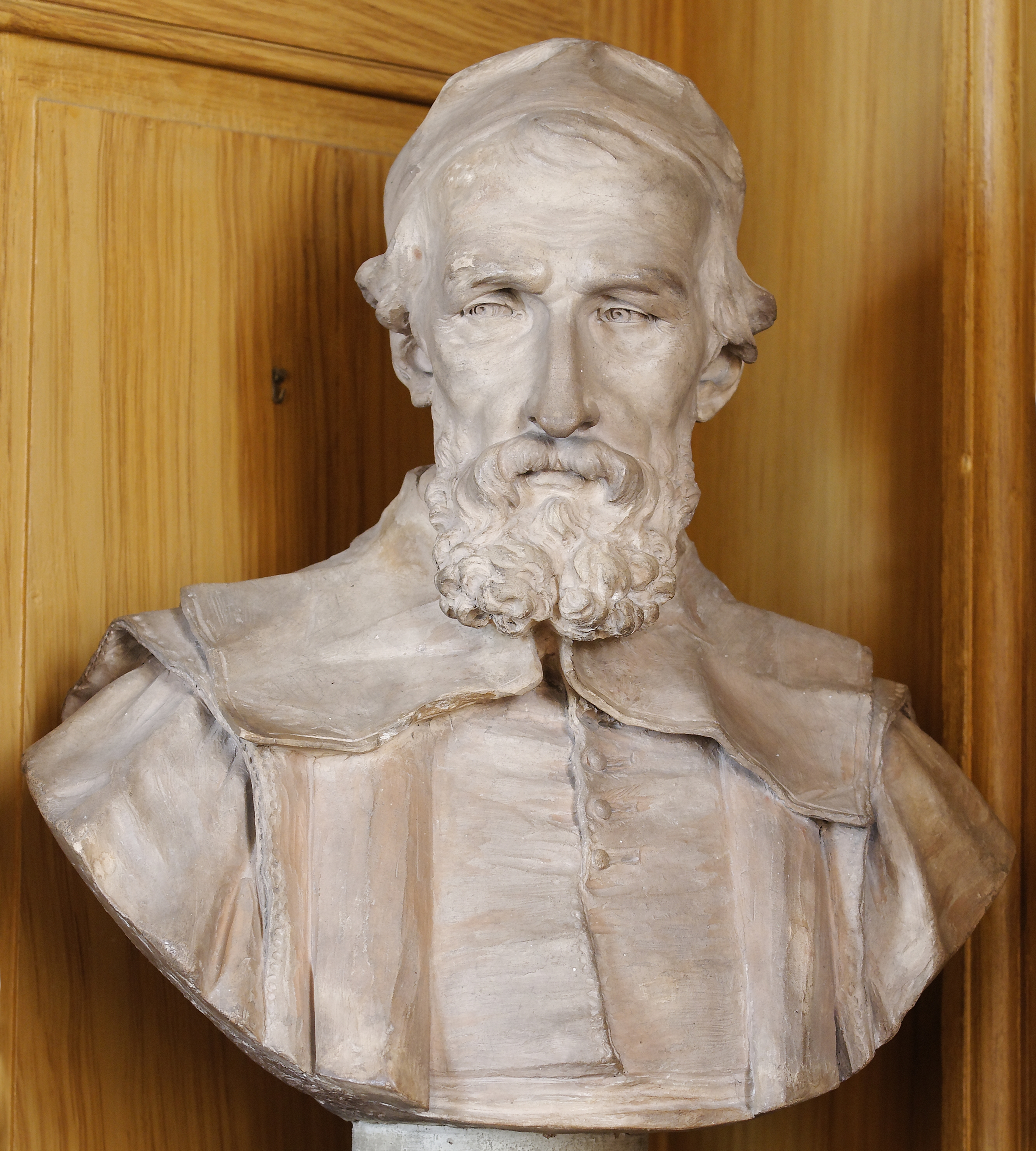
Busto de Peiresc por Caffieri (1787) (Biblioteca Mazarino)

- Notes inédites de Peiresc sur quelques points d'histoire naturelle
- Lettres à Malherbe (1606-1628)
- Traitez des droits et des libertés de l'Eglise gallicane

## Eponimia
- Nicolas-Claude Fabri de Peiresc fue honrado en 1935, cuando la Unión Astronómica Internacional le dedicó uno de los cráteres de la Luna, bautizándolo como Peirescius, derivación de la traducción latina de su nombre (46.5S, 67.6E, diámetro de 61 km).[1]
- El asteroide (19226) Peiresc también conmemora su nombre.[2]